# Silence (錦戸亮の曲)
『Silence』（サイレンス）は、錦戸亮の楽曲。2021年1月27日に2枚目のフル・アルバム『Note』の収録曲として発売された。アルバムの発売に先駆け、2020年10月16日に先行配信された。

## 概要
- 作詞・作曲・編曲・プロデュースは自身が担当[3]。
- 2020年8月に開催されたファンミーティング『RYO NISHIKIDO FAN MEETING 2020』の為に制作された楽曲[7]。
  - 同イベントにて、本曲が初披露された[7]。
  - 同イベントを開催する上で、「現状[注 1]に相応しい曲を作りたい」と言う思いから制作が開始された[8]。
  - また、本曲が完成したのは同イベント初日の2日前である[8]。その為、本曲はレコーディングより前にイベントで先行して披露された[7]。
- 同年10月8日、本曲のミュージック・ビデオが公開された[9]。
- 同年10月16日、後述のアルバム『Note』の発売に先駆け、本曲が先行配信された[3][4]。
  - 同アルバムに収録されている「キッチン」と同時配信された[3][4]。
- 2021年1月27日、自身の2ndアルバム『Note』の収録曲として発売された[6][5][10]。
- 同年2月2日、前述のアルバム『Note』の発売を記念し、同アルバムバージョンのミュージック・ビデオが公開された[11]。

## チャート成績
- オリコンチャート
  - 2020年10月16日付の「オリコンデイリー デジタルシングル（単曲）ランキング」で初登場10位を獲得した[1]。
- Billboard JAPAN
  - 2020年10月28日公開の「Billboard Japan Download Songs」で週間30位を獲得した[2]。

## クレジット
- 作詞・作曲・編曲・プロデュース：錦戸亮

## 収録作品

### アルバム
- 2ndアルバム『Note』

### 映像作品

#### ライブ映像
- 特典ライブBlu-ray/DVD『錦戸亮 FAN MEETING 2020 at OSAKA』
- 2ndアルバム『Note』(WIZY限定盤・初回限定盤 特典Blu-ray/DVD)
- 2ndライブBlu-ray/DVD『錦戸亮 LIVE 2021 "Note"』

※特典CDにはライブ音源を収録。
- 3rdライブBlu-ray/DVD『錦戸亮 LIVE TOUR 2021 "Note"』

※通常盤の特典CDにはライブ音源を収録。
- 4thライブBlu-ray/DVD『錦戸亮 LIVE 2021 "SHABBY"』

※特別仕様盤の特典Blu-ray/DVDにも収録。
※通常盤の特典CDにはライブ音源を収録。
- 3rdアルバム『Nocturnal』(特別仕様LIVE盤 特典Blu-ray/DVD)

※通常盤の特典CDにはライブ音源を収録。
- 5thライブBlu-ray/DVD『錦戸亮 LIVE TOUR 2022 "Nocturnal"』

※通常盤の特典CDにはライブ音源を収録。
- 6thライブBlu-ray/DVD『錦戸亮 LIVE TOUR 2024 "NOMADOFNOWHERE"』

※通常盤の特典CDにはライブ音源を収録。

#### ミュージック・ビデオ
- 2ndアルバム『Note』(通常盤 特典Blu-ray/DVD)